# Mycalesis vicaria
Mycalesis vicaria är en fjärilsart som beskrevs av Friedrich Thurau 1903. Mycalesis vicaria ingår i släktet Mycalesis och familjen praktfjärilar. Inga underarter finns listade i Catalogue of Life.